# Cesare Brancadoro
Cesare Brancadoro, italijanski rimskokatoliški duhovnik, škof in kardinal, * 28. avgust 1755, Fermo, Italija, † 12. september 1837, Fermo.

## Življenjepis
20. oktobra 1789 je bil imenovan za naslovnega nadškofa Nisibisa in 25. julija 1790 je prejel škofovsko posvečenje.
28. avgusta 1792 je bil imenovan za apostolskega nuncija v Belgiji, leta 1797 za tajnika Kongregacije za propagando vere in 1. avgusta 1800 za nadškofa (osebni naziv) škofije Orvieto.
23. februarja 1801 je bil povzdignjen v kardinala in imenovan za kardinal-duhovnika S. Girolamo dei Croat.
11. julija 1803 je bil imenovan za nadškofa Ferma in 29. maja 1820 za kardinal-duhovnika S. Agostino.